# Ciclo solar (Cronología)
El ciclo solar en cronología se basa en los ajustes de las diferencias entre el año solar de la Tierra, cuya órbita se completa en 365,2425 días (365 días, 5 horas, 48 minutos y 46 segundos) y el año natural, que comprende la suma de días completos de 24 horas, bien 365 en años comunes, bien 366 en años bisiestos.  Este concepto es distinto del ciclo solar manejado por la física en relación a los ciclos magnéticos del Sol y también es distinto del empleado en el cálculo del número de ciclos de Schwabe.

## Cálculos y ciclos vinculados

### Ciclo de cuatro años o tetraeterido
Se debe distinguir un ciclo de cuatro años (tetraeterido) determinados «por la intercalación de un día en los años bisiestos, para compensar la omisión del cuarto de día que en los años comunes no se cuenta.» Este ciclo está formado, por tanto, por tres años de 365 días y un cuarto año de 366 días. En el calendario juliano se intercalaba tras el 24 de febrero (sexto kalendas martii), dando lugar al día bis sextus o bisiesto. Pero tal intercalación en otros calendarios se realizaba en fechas distintas: fin de febrero, 11 o 20 de agosto (calendarios armenios y coptos); o incluso en años distintos como los calendarios etíopes que lo hacía al final de 3º año del tetraeterido.

Este ciclo también sirve de base para el calendario gregoriano, que establece que:
| Año bisiesto es el divisible entre 4, salvo que sea año secular —último de cada siglo, terminado en «00»—, en cuyo caso también ha de ser divisible entre 400. |

### Ciclo solar de 28años
Este ciclo de 28 años trata de conciliar el ciclo anual del sol, del año juliano, con el ciclo de los días de la semana. Al tener cada año común 52 semanas y 1 día, tanto el 1 de enero como el 31 de diciembre del mismo año caen en el mismo día de la semana. Serían necesarios 7 años para rotar a fin de que el 1 de enero cayese de nuevo en el mismo día de la semana. Pero la intercalación de los bisiestos, con 52 semanas y dos días, multiplican por 4 esa rotación de 7 días. Por ello este ciclo tiene 28 años.

Por cuestiones prácticas se conviene que el año 1 d. C. se corresponde con 10º del ciclo solar pudiendo así realizar el cálculo de este elemento cronológico para saber el orden de un año cualquiera usando la fórmula: 
{\displaystyle X=mod{\frac {A+9}{28}}} 
donde X sería el número de orden y A la cifra del año en la era cristiana. Por ejemplo, si A=2024, le sumamos 9, tenemos 2033; el resto de dividir 2033 entre 28 sería 17. Por tanto, el año de la era cristiana 2024 es el 17º del ciclo solar.

### Cómputo eclesiástico
En el cómputo eclesiástico se usaron como elementos prácticos derivados de este ciclo las letras dominicales y los concurrentes. Ambos se muestran en la datación de documentos medievales siendo de interés su estudio y conocimiento.
Se cree que los primeros calendarios basados en el sol fueron utilizados por los egipcios, quienes lo ajustaban según el amanecer anual del Sirio y las inundaciones del río Nilo.